# Pfarrhaus (Lutzingen)

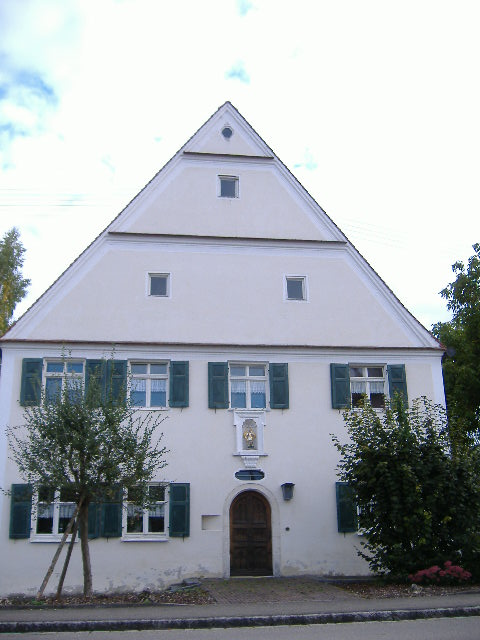
Ehemaliges Pfarrhaus in Lutzingen

Das Pfarrhaus in Lutzingen, einer Gemeinde im Landkreis Dillingen an der Donau im bayerischen Regierungsbezirk Schwaben, wurde in der zweiten Hälfte des 18. Jahrhunderts erbaut. Das ehemalige Pfarrhaus an der Höchstädter Straße 15 ist als Baudenkmal geschützt.

## Beschreibung
Gegenüber dem Chor der katholischen Pfarrkirche St. Michael steht das ab 1760 errichtete Pfarrhaus. Das verputzte Giebelhaus besitzt fünf Fensterachsen an seinen Traufseiten. Die Giebelseite ist auf drei Höhen durch Gesimse horizontal gegliedert. Über der Rundbogentür befindet sich ein Querrechteckfenster mit eingezogenen Halbkreisschlüssen und darüber eine Muschelnische mit geohrtem Rahmen und Kalksteinkonsole. Darauf steht ein Engel aus dem Ende des 17. Jahrhunderts.
Im Inneren sind noch Stuckdecken und im Obergeschoss Rahmenstuck mit Blumen und Puttenköpfen vorhanden. Die Holztreppe besitzt gedrehte Baluster und Pfosten mit geschnitzten Feldern bzw. Wangen mit Muschelwerkschnitzereien.

## Persönlichkeiten
Der Pfarrer und Schriftsteller Martin Königsdorfer bewohnte dieses Haus von 1795 bis 1835.